# Carly Pearce
Carly Cristyne Pearce(Taylor Mill, Kentucky; 24 de abril de 1990) es una cantante de música country estadounidense. Se ha firmado con Big Machine Records y ha lanzado un álbum y charted dos singles dentro del top 40 de Country Airplay.

## Biografía
Carly Pearce nació en Taylor Mill, Kentucky. Ella abandonó la escuela cuando tenía 16 años y se mudó a Pigeon Forge, Tennessee para tocar en Dollywood cinco veces a la semana, además de contribuir con los álbumes de compilación de música de bluegrass. Se mudó a Nashville, Tennessee, cuando tenía 19 años. Ella firmó un acuerdo de desarrollo con Sony Music Nashville en 2012, que finalmente no tuvo éxito.
En 2016, fue una vocalista colaborado con «Wasn't That Drunk» de Josh Abbott Band, que trazó en top 40 de Country Airplay. Carly también estuvo de gira con la banda para interpretar la canción, incluyendo una actuación en Jimmy Kimmel Live!
El éxito de la canción la llevó a trabajar con el compositor y productor busbee en su sencillo debut individual «Every Little Thing». Después de que esta canción se transmitiera en el canal «The Highway» de Sirius XM, Pearce obtuvo un contrato con Big Machine Records, que lanzó el sencillo a la radio country el 22 de febrero. La canción también recibió un video musical, que presenta a Pearce interpretando la canción en vivo en Brown Owl Studio. El 13 de octubre de 2017 se lanzó su primer álbum de estudio con el nombre de la canción principal «Every Little Thing».

## Discografía

### Álbumes de estudio
- Every Little Thing (2017)
- Carly Pearce (2020)
- 29: Written in Stone (2021)
- Hummingbird (2024)

## Giras musicales
Cabeza de cartel
- Caliville Tour (2017) con Brett Young